# روبرت بارتليت
روبرت بارتليت هو قاضي كندي، ولد في 23 يناير 1921، وتوفي في 31 ديسمبر 2000.